# Osen (film fra 1974)
Osen (russisk: Осень) er en sovjetisk spillefilm fra 1974 af Andrej Smirnov.

## Medvirkende
- Natalja Rudnaja som Sasja
- Leonid Kulagin som Ilja
- Natalja Gundareva som Dusja
- Aleksandr Fatjusjin som Eduard
- Ljudmila Maksakova som Margo